# Visita de Heinrich Himmler a Espanya el 1940
La visita del líder nazi Heinrich Himmler a Espanya l'octubre de 1940 fou un esdeveniment que va tenir un important component propagandístic per al règim franquista, ja que en aquell moment estava orientat a un acostament diplomàtic amb l'Alemanya nazi amb l'anticipació de l'entrada d'Espanya a la Segona Guerra Mundial en suport de les potències de l'Eix. L'estada de Himmler a Espanya va tenir lloc entre el 19 i el 24 d'octubre. Va ser un dels pocs viatges que el líder nazi va fer en països neutrals.

## El transcurs de la visita
Himmler havia acceptat la invitació que li havia fet el director general de Seguretat José Finat y Escrivá de Romaní, amb qui s'havia reunit a Berlín l'agost d'aquell any. L'objectiu principal de la visita era inspeccionar les forces de seguretat espanyoles, discutir la cooperació policial hispanoalemanya i preparar la reunió prevista entre Franco i Hitler. Tanmateix, la versió oficial de l'època representava aquesta visita més aviat com un simple viatge turístic.

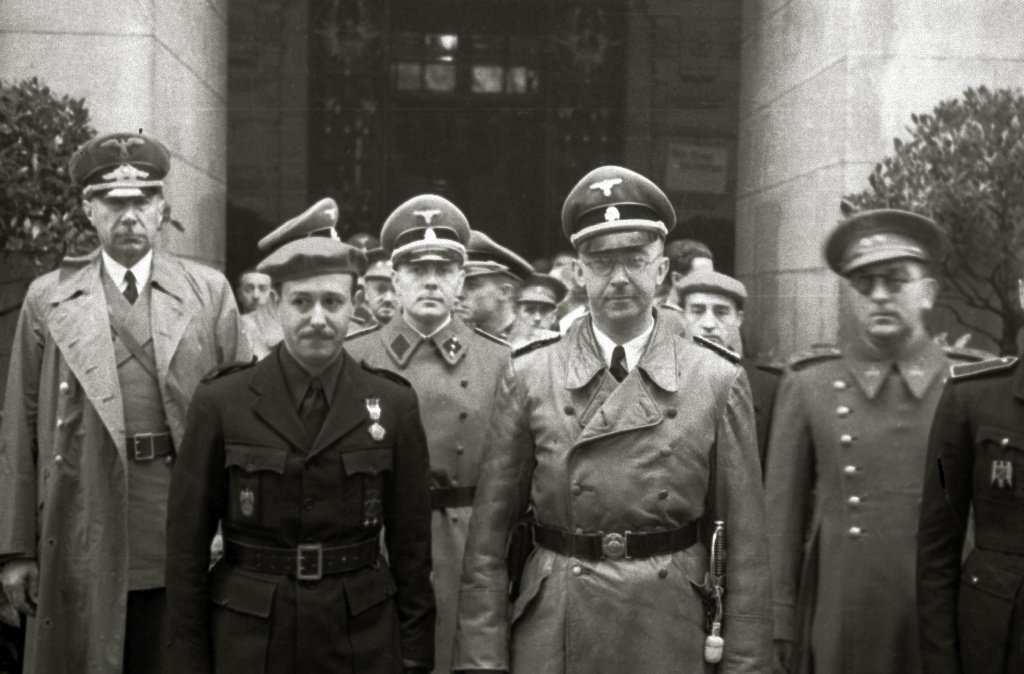
Himmler a Sant Sebastià amb José Finat i Gerardo Caballero.

Himmler anava acompanyat d'un seguici alemany, que incloïa col·laboradors propers com Karl Wolff i Joachim Peiper. El matí del 19 d'octubre, el líder nazi va entrar al país pel punt de control fronterer d'⁣Irun, on va ser rebut, entre d'altres, pel director general de seguretat; el comandant de la Sisena Regió Militar, el general José López-Pinto Berizo, l'ambaixador alemany a Espanya, Eberhard von Stohrer; el cap de la Gestapo a Madrid Paul Winzer; i el president del Partit Nazi a Espanya Hans Thomsen. Poc després de travessar la frontera, es va aturar a Sant Sebastià, on va ser l'hoste d'honor de les autoritats locals i va visitar diversos llocs. Va fer una altra parada a Burgos i va visitar la seva famosa catedral. Mentre era en aquesta ciutat, va conèixer i sopar amb Franco. El matí del 20 d'octubre va arribar a l'estació de tren Estación del Norte de Madrid, on va ser rebut per un seguici militar, l'ambaixador alemany a Madrid i Ramón Serrano Suñer. Als carrers de la capital, decorats amb banderes nazis, va ser rebut per falangistes uniformats i membres del Cos de Policia Armada. El diari oficial del règim, Arriba, no va escatimar elogis per al dignatari estranger, arribant fins i tot a comentar amb homes com Himmler arriba al seu cenit dels Estats Forts. Després de reunir-se amb Serrano Suñer a la seu del Ministeri d'Afers Exteriors, Franco el va rebre al Palau Reial d'El Pardo. El dictador espanyol, que —segons l'ambaixador britànic Samuel Hoare— havia rebut Himmler com un "príncep sobirà", va causar una mala impressió al líder nazi. Més tard, Himmler va assistir a una correguda de toros que es va oferir en honor seu a la plaça de Las Ventas, organitzada pel mateix José Finat. Tal com va informar el diari del Partit Nazi, Völkischer Beobachter, va ser rebut amb grans aplaudiments a la seva arribada. Els toreros Pepe Luis Vázquez, Marcial Lalanda, i Rafael Ortega Gómez (Gallito) varen participar en la corrida de toros. Himmler va quedar horroritzat pel que va veure i més tard expressaria el seu disgust amb la corrida, referint-se a ella com un espectacle "cruel".
Serrano Suñer va aprofitar aquesta visita per reforçar la seva posició política dins del règim. Com que no estava satisfet amb la cobertura dels mitjans de comunicació del règim, va donar instruccions a Enrique Giménez-Arnau —el director general de la premsa— perquè diaris com ABC, Ya, o Arriba estiguessin "a l'altura de les circumstàncies.

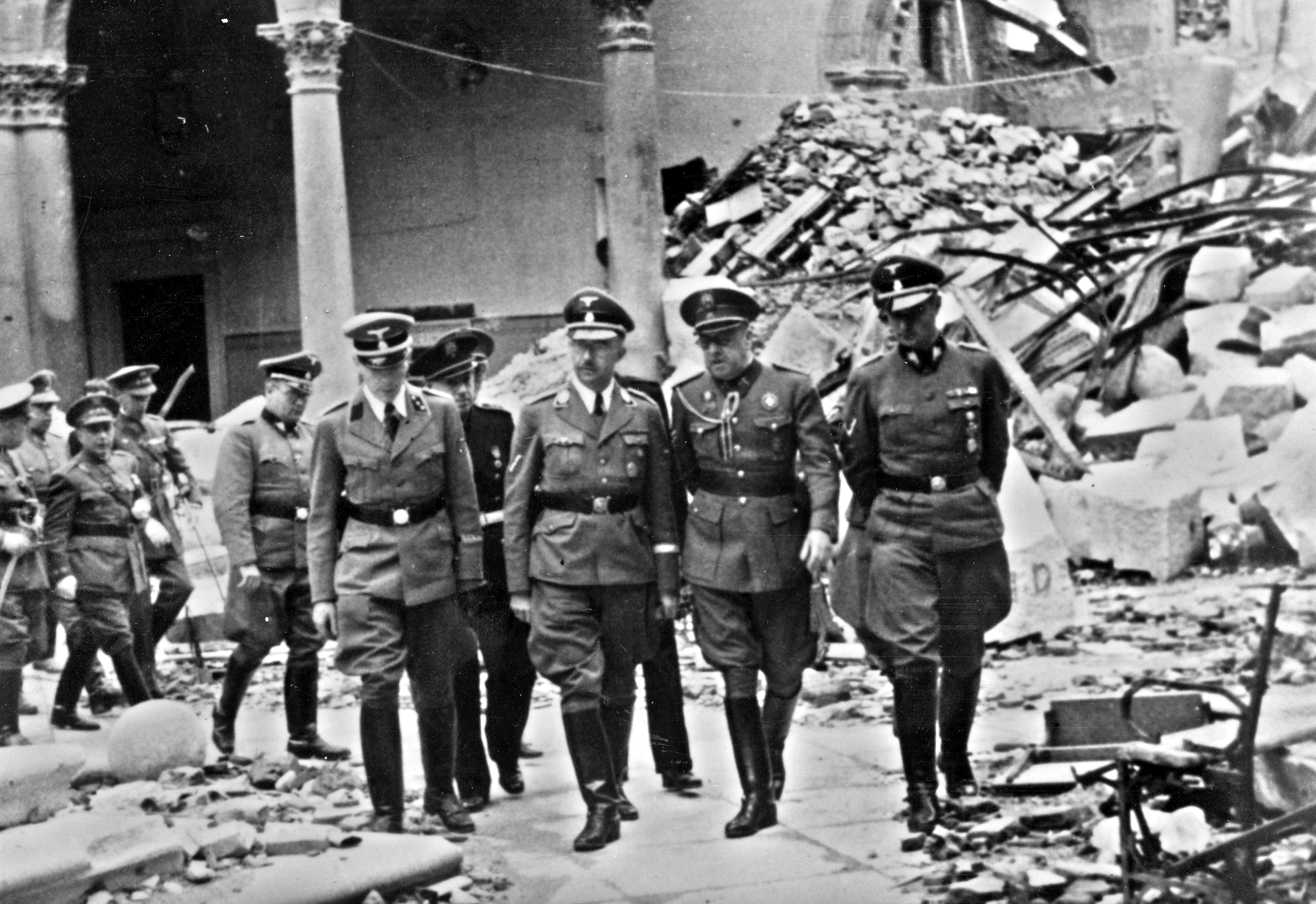
Himmler i el general José Moscardó Ituarte visitant les ruïnes de l'⁣Alcàsser de Toledo. També amb ells hi ha Karl Wolff.

L'endemà, Himmler va viatjar a El Escorial i a l'antiga capital del Regne Visigòtic, Toledo, on va visitar les ruïnes de l'⁣Alcàsser. L'arqueòleg espanyol Julio Martínez Santa-Olalla, un fervent simpatitzant nazi, va ser assignat a la comitiva i va acompanyar Himmler durant aquestes visites. Al vespre, Himmler va assistir a un sopar a l'⁣Hotel Ritz de Madrid, organitzat per José Finat, amb l'assistència dels màxims càrrecs falangistes. El matí del 22 d'octubre, Himmler va visitar el Museu del Prado, la seu de l'organització d'ajuda falangista Auxilio Social i el Museu Arqueològic Nacional —on va estudiar meticulosament un mapa de les invasions germàniques— i després, a la tarda, va pronunciar un discurs a la seu del Partit Nazi a Madrid. Durant el seu discurs, Himmler va anunciar que «tots els jueus del Gran Reich Germànic serien col·locats en un 'gueto tancat' al Govern General⁣».
Després de la seva estada a la capital, la comitiva alemanya es va dirigir a Barcelona en avió. El matí del 23 d'octubre, Himmler va aterrar a l'aeroport del Prat, on va ser rebut per les autoritats militars i civils. Acompanyat pel capità general de Catalunya, el general Luis Orgaz Yoldi, i l'alcalde de Barcelona, Miguel Mateu y Pla, va assistir a una presentació folklòrica al Poble Espanyol de Montjuïc. A Barcelona, Himmler i el seu seguici es van allotjar al Ritz. Cap a les 15:30, el seguici va anar a visitar l'⁣abadia de Montserrat, ben coneguda en relació amb la tradició del Sant Greal. De fet, Himmler creia fermament que Montserrat era realment el "Monsalvat" representat a l'òpera Parsifal de Richard Wagner. Un dels monjos, Andreu Ripoll Noble, era l'únic que parlava alemany i, per tant, va fer d'intèrpret per al grup de visitants. Himmler —que en diverses ocasions va explicar als monjos l'origen germànic i pagà de Montserrat— va demanar veure els arxius relacionats amb la ubicació del Sant Greal, tot i que els monjos li van assenyalar que no hi eren a Montserrat tals arxius. En tornar a Barcelona, els membres del seguici van visitar el consolat alemany i més tard van assistir a un sopar organitzat per l'Ajuntament. Després del sopar, Himmler i altres líders franquistes van visitar una antiga txeca republicana situada al carrer Vallmajor. L'endemà, va embarcar en un avió i va tornar a Alemanya.
Va succeir que mentre el líder nazi era a Barcelona, la seva cartera, que contenia documents secrets, va desaparèixer.

## Significació i transcendència
Durant la seva gira per Espanya, Himmler també va visitar algunes presons i camps de concentració franquistes. El líder nazi va quedar sorprès per la magnitud i la duresa de la repressió franquista. No obstant això, la seva reacció no va estar motivada per raons humanitàries. Més aviat, pel fet que creia que el nivell de repressió era "políticament" contraproduent i també per l'absurd que era exterminar mà d'obra valuosa quan hi havia una necessitat urgent de treballadors per reconstruir el país. A la llum de l'atmosfera deprimida que Himmler va trobar durant la seva estada a la capital, va recomanar a Franco i Serrano Suñer que giressin full "per evitar que tota la vida nacional continués girant al voltant de la tragèdia nacional⁣".
Himmler va mantenir diverses reunions amb Serrano Suñer, després de les quals van arribar a un acord per enfortir la cooperació política i policial entre ambdós països: la Gestapo obriria una oficina a l'ambaixada alemanya a Madrid i el Sicherheitsdienst (SD) establiria delegacions a cada consolat alemany en territori espanyol, mentre que els agents nazis que actuaven en territori espanyol tindrien immunitat diplomàtica. A canvi, els agents espanyols que actuaven a Alemanya i la França ocupada també tindrien immunitat. Així mateix, Himmler es va assegurar que un dels seus ajudants que ja operava al país, Paul Winzer, entrenaria la nova policia secreta espanyola. Aquests acords s'unirien finalment al signat el 1938, que preveia l'extradició mútua de detinguts entre ambdós països i l'establiment d'una xarxa amb els serveis secrets alemanys. A part dels assumptes policials, també es van discutir alguns temes relacionats amb la propaganda nazi a Espanya.

## Galeria d'imatges

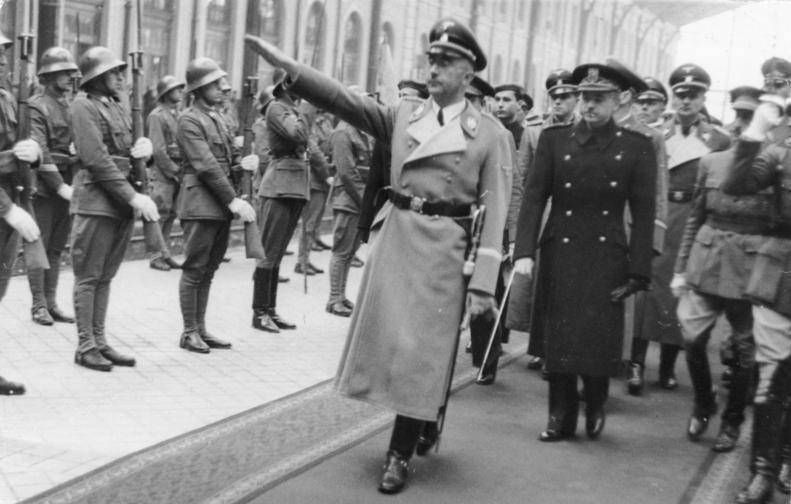
Himmler, rebut amb honors a l'estació de ferrocarril Estació de Príncipe Pío de Madrid.
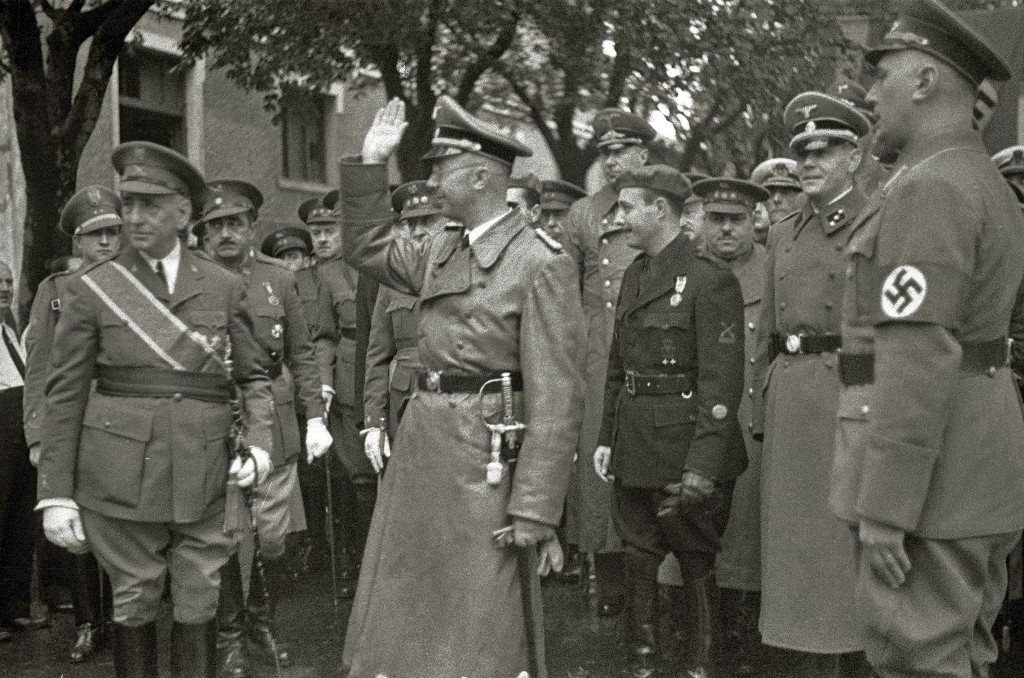
Himmler a Irún, després d'arribar a Espanya.
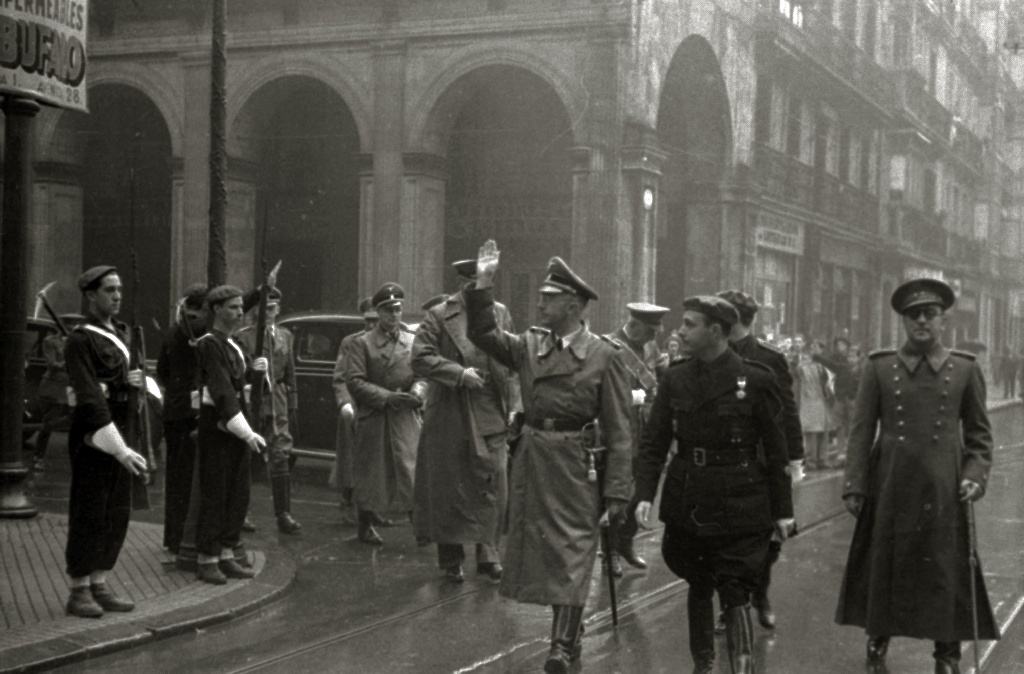
Passejant pels carrers de Sant Sebastià.
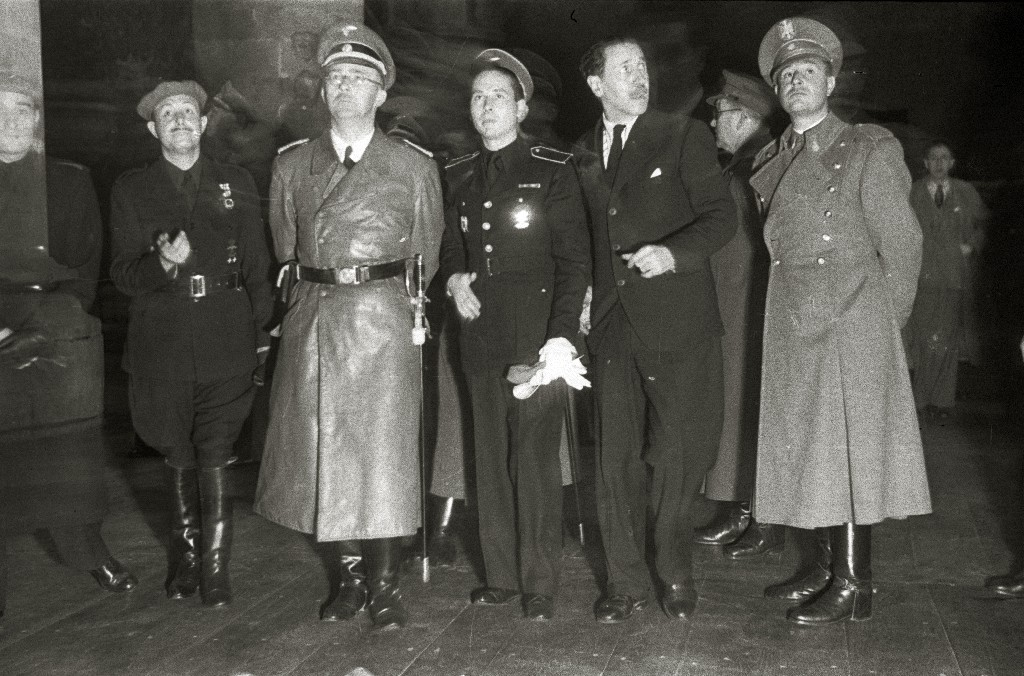
Visita al Museu de San Telmo de Sant Sebastià.
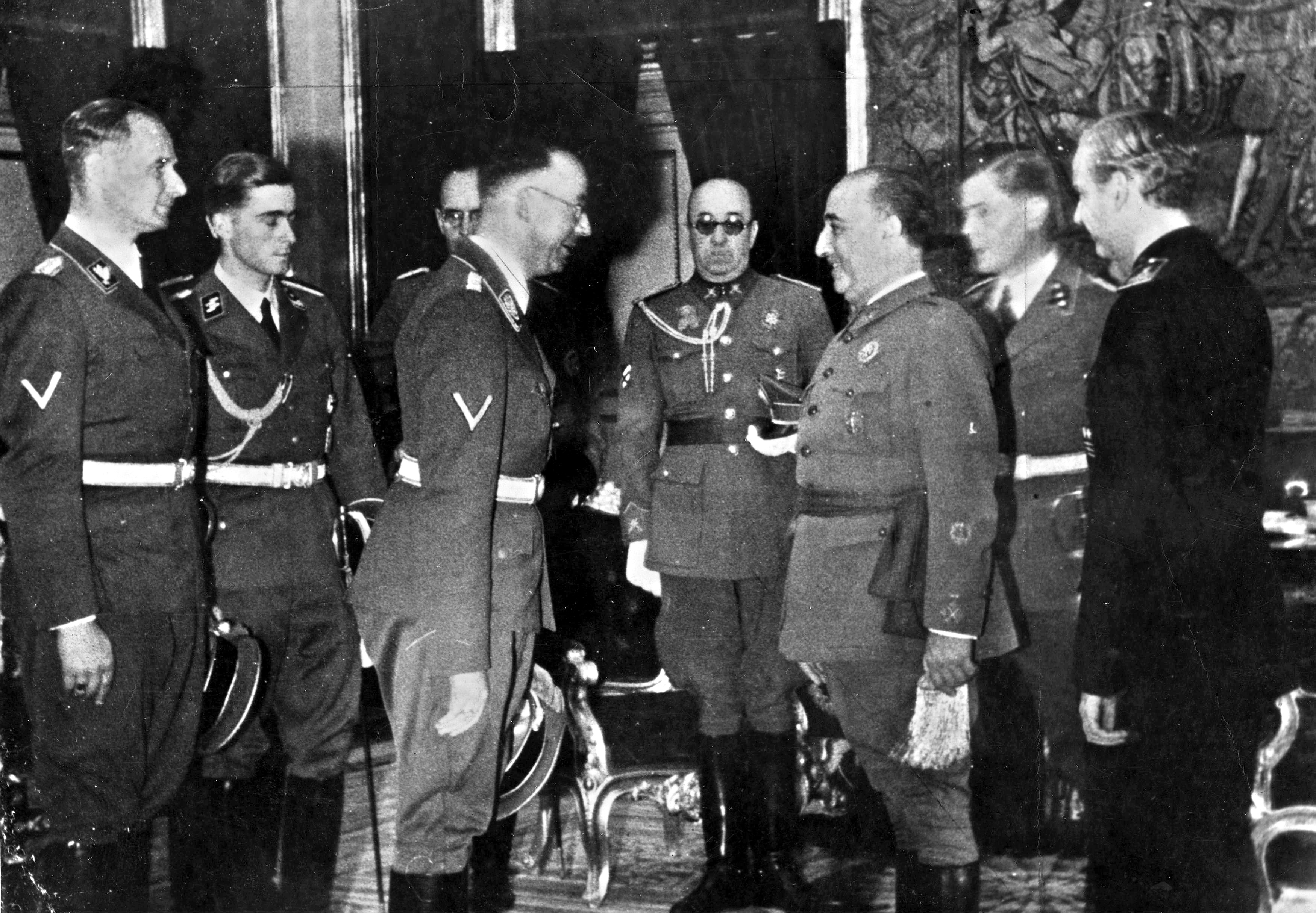
Al costat de Franco i Serrano Suñer, a la recepció al Palau Reial del Pardo.
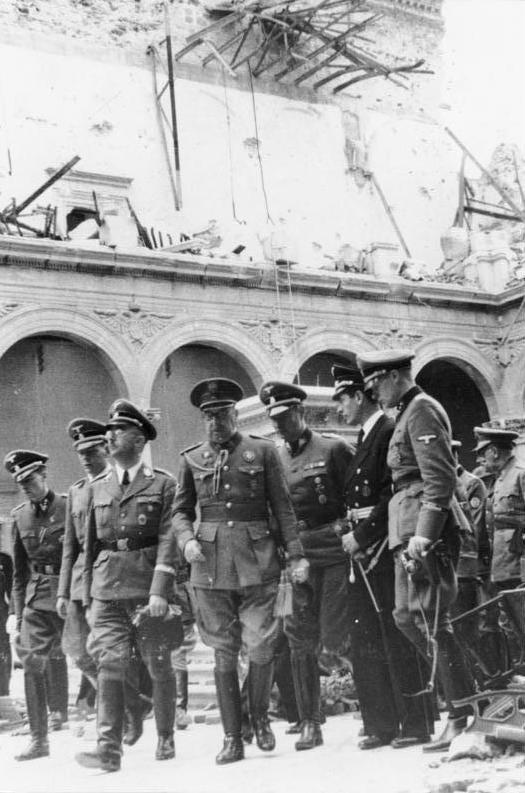
Visita a les ruïnes de l'⁣Alcàsser de Toledo.
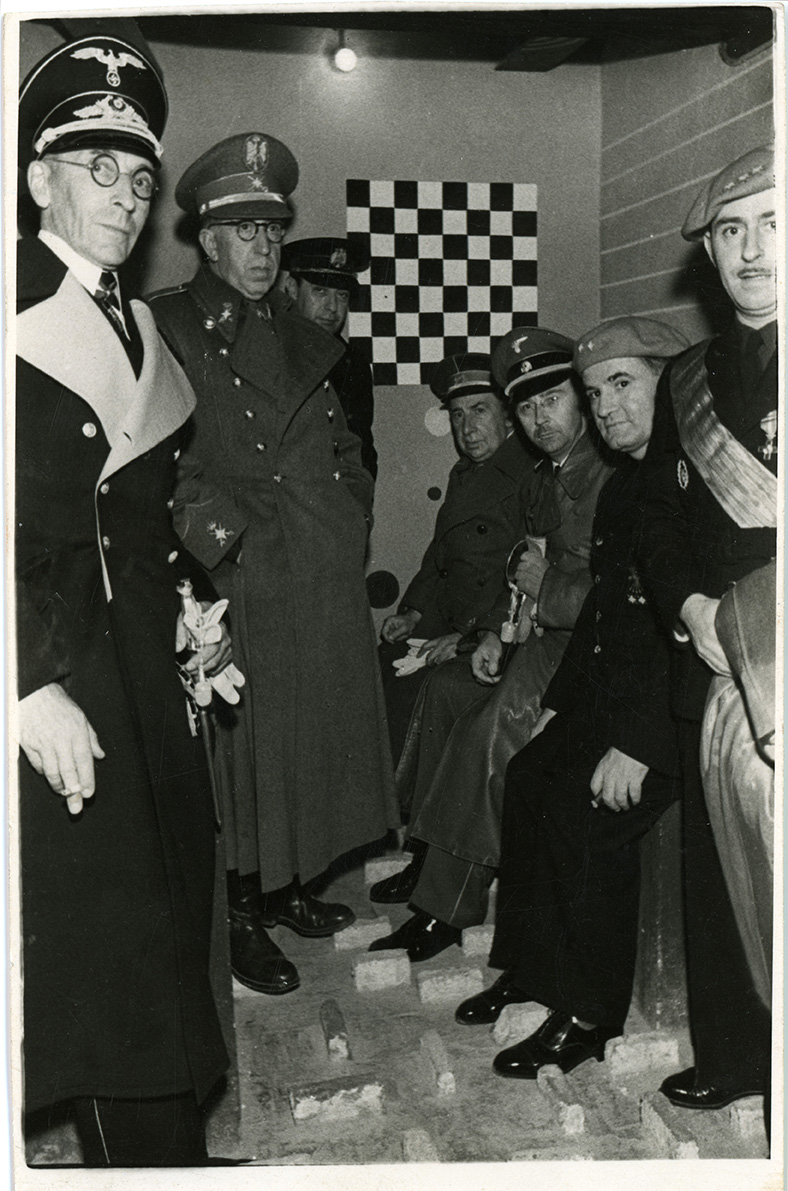
Visitant una antiga xeca a Barcelona.